# Sexey-les-Bois
Sexey-les-Bois és un municipi francès situat al departament de Meurthe i Mosel·la i a la regió del Gran Est. L'any 2007 tenia 351 habitants.

## Demografia

### Població
El 2007 la població de fet de Sexey-les-Bois era de 351 persones. Hi havia 132 famílies, de les quals 28 eren unipersonals (28 dones vivint soles i 28 dones vivint soles), 36 parelles sense fills, 56 parelles amb fills i 12 famílies monoparentals amb fills.
La població ha evolucionat segons el següent gràfic:
Habitants censats

### Habitatges
El 2007 hi havia 142 habitatges, 132 eren l'habitatge principal de la família, 5 eren segones residències i 5 estaven desocupats. 133 eren cases i 9 eren apartaments. Dels 132 habitatges principals, 107 estaven ocupats pels seus propietaris, 21 estaven llogats i ocupats pels llogaters i 4 estaven cedits a títol gratuït; 5 tenien dues cambres, 11 en tenien tres, 18 en tenien quatre i 98 en tenien cinc o més. 116 habitatges disposaven pel capbaix d'una plaça de pàrquing. A 54 habitatges hi havia un automòbil i a 71 n'hi havia dos o més.

### Piràmide de població
La piràmide de població per edats i sexe el 2009 era:
| Homes | Edats   | Dones |
| ----- | ------- | ----- |
| 0     | 95 o +  | 0     |
| 0     | 90 a 94 | 0     |
| 0     | 85 a 89 | 0     |
| 0     | 80 a 84 | 8     |
| 0     | 75 a 79 | 4     |
| 4     | 70 a 74 | 8     |
| 8     | 65 a 69 | 8     |
| 12    | 60 a 64 | 0     |
| 12    | 55 a 59 | 12    |
| 16    | 50 a 54 | 20    |
| 0     | 45 a 49 | 8     |
| 16    | 40 a 44 | 12    |
| 4     | 35 a 39 | 12    |
| 16    | 30 a 34 | 8     |
| 16    | 25 a 29 | 12    |
| 8     | 20 a 24 | 12    |
| 28    | 15 a 19 | 16    |
| 12    | 10 a 14 | 8     |
| 8     | 5 a 9   | 0     |
| 8     | 0 a 4   | 8     |

## Economia
El 2007 la població en edat de treballar era de 229 persones, 175 eren actives i 54 eren inactives. De les 175 persones actives 166 estaven ocupades (87 homes i 79 dones) i 9 estaven aturades (6 homes i 3 dones). De les 54 persones inactives 26 estaven jubilades, 19 estaven estudiant i 9 estaven classificades com a «altres inactius».

### Ingressos
El 2009 a Sexey-les-Bois hi havia 134 unitats fiscals que integraven 351 persones, la mediana anual d'ingressos fiscals per persona era de 22.662 €.

### Activitats econòmiques
Dels 15 establiments que hi havia el 2007, 1 era d'una empresa extractiva, 6 d'empreses de construcció, 3 d'empreses de comerç i reparació d'automòbils, 1 d'una empresa d'informació i comunicació, 1 d'una empresa financera, 2 d'empreses de serveis i 1 d'una entitat de l'administració pública.
Dels 5 establiments de servei als particulars que hi havia el 2009, 1 era un guixaire pintor i 4 electricistes.
L'únic establiment comercial que hi havia el 2009 era una botiga d'equipament de la llar.
L'any 2000 a Sexey-les-Bois hi havia 7 explotacions agrícoles.

## Equipaments sanitaris i escolars
El 2009 hi havia una escola elemental integrada dins d'un grup escolar amb les comunes properes formant una escola dispersa.

## Poblacions més properes
El següent diagrama mostra les poblacions més properes.